# خيوس (مدينة)
خيوس (باليونانية: Χίος)، (بالإنجليزية:Chios)، مدينة يونانية تقع في شرق البلاد ضمن منطقة شمال إيجة الإدارية، وهي مركز مقاطعة خيوس أحد مقاطعات هذه المنطقة الإدارية.

## الموقع والسكان
تقع المدينة على الشاطئ الشرقي لجزيرة خيوس، بحيث تبعد مسافة 12 كيلومتر عن الساحل التركي.
يبلغ عدد سكان المدينة حوالي 24 ألف نسمة وبالتالي تكون مركز وأكبر مدينة في جزيرة خيوس، وثاني أكبر مدينة في منطقة شمال إيجة الإدارية بعد ميتيليني.

## التسمية والتاريخ
تعود تسمية المدينة لاسم الجزيرة نفسها (خيوس) على الرغم من أن مدينة خيوس تعرف أيضاً محلياً باسم خورا (Chora) والذي يعني باليونانية (الـبلدة).
أما اسم خيوس فهو يعود بحسب الأسطورة إلى خيونا (Chiona) ابنة اينوبيون (Inopion) أول ملك أسطوري للجزيرة.
توجد في الجزيرة آثار تعود للعصر النيوليثي وخاصة حول بلدة إمبوريو، أما تاريخ مدينة خيوس فيعود لنهاية القرن السابع قبل الميلاد حيث كانت من أول المدن التي ضربت عملة خاصة بها، كان رمزها الخاص هو عبارة عن سفينكس. بين القرنين الخامس والرابع ق.م. ازدادت أهمية المدينة وسكن فيها الكثير حتى أن عدد سكانها في ذلك الوقت كان يفوق بثلاثة أضعاف العدد الحالي، ازدهرت فيها الصناعة والتجارة وخاصة تجارة الخمور والجرار الفخارية التي وجدت في كل عالم البحر المتوسط وكان رمزها الخاص هو السفينكس. حافظت المدينة على امتيازاتها الاستقلالية حتى تحت حكم الرومان.
شهدت فترة غير مستقرة خلال القرون الوسطى، في البدء كانت جزءاً من الدولة البيزنطية، ولكن تنازعت عليها بعد الحملة الصليبية الرابعة الدول والقوى المختلفة بدءاً بالبندقية وجنوة ثم البيزنطيون، القراصنة الأتراك، والعديد من العائلات التجارية الأوروبية حتى العام 1566 عندما سيطر عليها العثمانيون.
حكمت المدينة من قبل طبقة حاكمة تركية حتى عام 1822 عندما ثارت الجزيرة على الحكم التركي تحت قيادة ليكورغوس لوغوثيتيس (Lycurgus Logothetes) أمير ساموس، ولكن الأتراك ردوا على الثورة بعنف شديد عندما أنزلوا أسطولهم في المدينة يوم 30 آذار/مارس 1822 وقتلوا 22 ألف من سكان المدينة واستعبدوا الباقي بما صار يعرف دولياً بـمذبحة خيوس والتي أثارت استعطافاً كبيراً من الدول الغربية للقضية اليونانية، وقد خلد الأديب الفرنسي فيكتور هوغو هذه الحادثة بقصيدته المسماة طفل خيوس (L’enfant de Chios)، وكذلك فعل الرسام دولاكروا بلوحته المشهورة في متحف اللوفر، على إثر هذه المجزرة فقدت المدينة والجزيرة ككل عن طريق الإبادة والتهجير خمسة أسداس سكانها الذين كانوا يصلون لـ 120 ألف نسمة قبل ذلك.

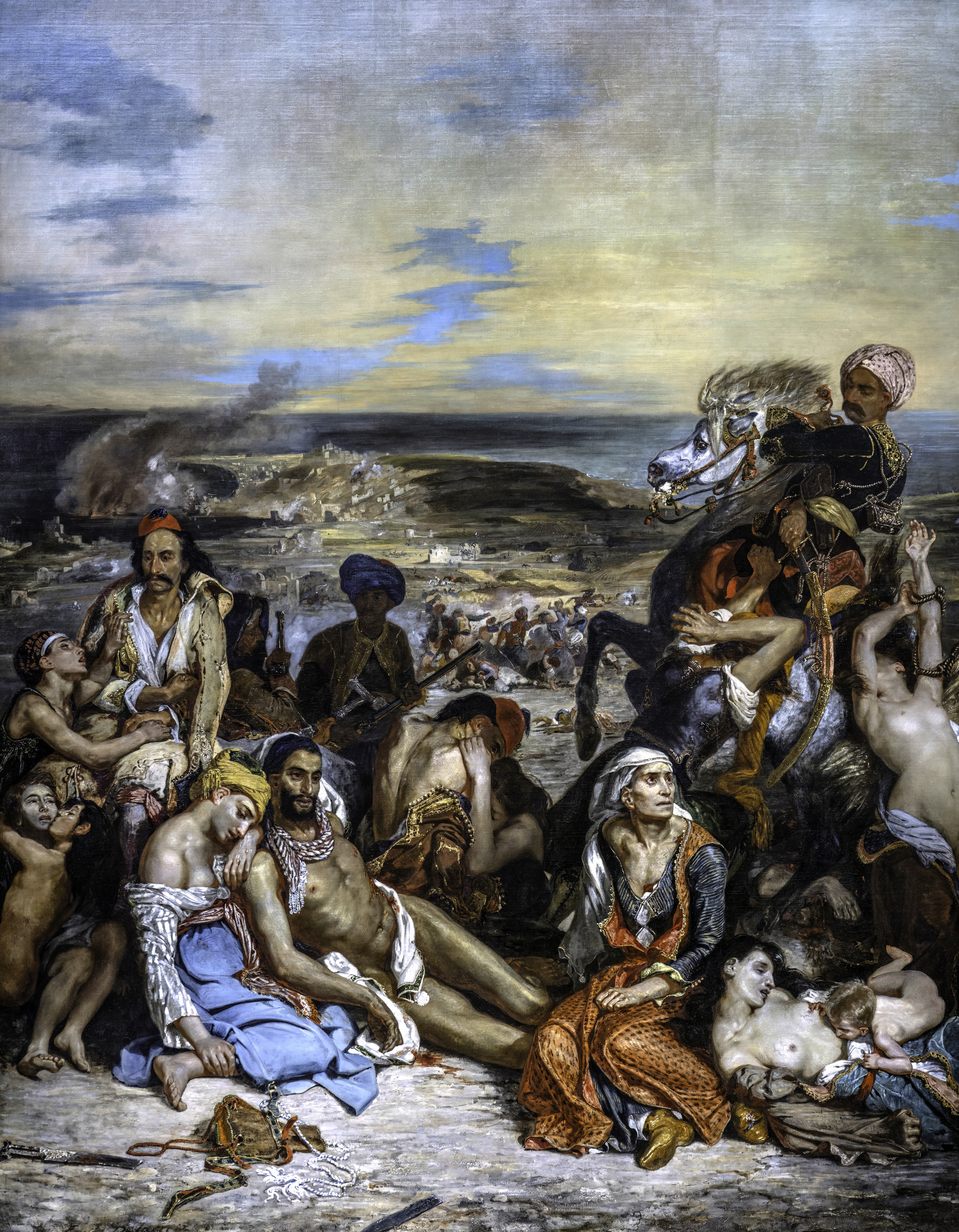
لوحة دولاكروا التي تمثل مذبحة خيوس

بدأ السكان بالعودة للجزيرة بعد ذلك بعشر سنوات، ولكن خيوس ابتلت بكارثة جديدة عام 1881 بعد هزة أرضية قوية تدمرت على إثرها أغلب معالم مدينة خيوس القديمة. انضمت المدينة لليونان عام 1912 على إثر استيلاء القوات اليونانية عليها وطرد العثمانيين منها خلال الحرب البلقانية الأولى.

## المعالم الأساسية
- قلعة خيوس (الـكاسترو) (Kastro): تعود أغلب أجزاءها للفترتين الفينيسية والعثمانية، على الرغم من العثور على آثار استيطان يعود للألفية الثانية قبل الميلاد فيها.
- مسجد خيوس العثماني: ويعود تاريخ بنائه للقرن التاسع عشر، وهو الآن يستخدم كمتحف خيوس البيزنطي الذي يضم مجموعة كبيرة من التحف والأيقونات البيزنطية، اللقى الأثرية، وبعض من القطع التي تمثل تراث المدينة اليهودي والمسلم.
- قصر يوستينياني (Ioustiniani palatiki): وهو بناء تاريخي يعود للقرن الرابع عشر بناه الجنويون، يستضيف بشكل مؤقت بعض المجموعات الأثرية والفنية.
- متحف خيوس البحري: يعكس بناء المتحف العمارة التقليدية لخيوس، أما موجوداته فهي تمثل تراث الجزيرة البحري.
- بقايا أثرية من خيوس القديمة: وأهمها المسرح الروماني، وأجزاء من أسوار المدينة القديمة، هذه الآثار متداخلة مع قلعة المدينة.

## متفرقات
- تدمرت المدينة عام 1881 م بسبب زلزال عنيف ضرب الجزيرة، ولم تستعد خيوس منذ ذلك الوقت طابعها المعماري السابق.
- مدينة خيوس مخدمة بمطار يبعد عنها مسافة ثلاثة كيلومترات للجنوب.
- توجد في المدينة كليات العلوم الاقتصادية والمصرفية التابعة لجامعة بحر إيجة.
- أهم نادي كرة قدم في المدينة هو إيه إي خيوس.
- توجد هناك فرضية تقول بأن خيوس هي مكان ولادة كريستوفر كولومبس، هذا الشخص الذي يعتقد أنه من جنوة ولكن خيوس في وقت ولادة كولومبس كانت إحدى ممتلكات جنوة البحرية، ويعزز هذا الأمر وجود عائلة باسم كولومبوس إلى هذا الوقت في خيوس، وأيضاً لأن كولومبس غالباً ما كان يذكر خيوس أثناء كتابة مذكراته.